# Miconia elaeoides
Miconia elaeoides är en tvåhjärtbladig växtart som beskrevs av Charles Victor Naudin. Miconia elaeoides ingår i släktet Miconia och familjen Melastomataceae.
Artens utbredningsområde är Colombia. Inga underarter finns listade i Catalogue of Life.